# Nina Li Chi
Nina Li Chi (kínai: 利智, pinjin: Lì Zhì, magyaros átírással: Li Cse; 1961. december 31.) kínai színésznő.

## Élete
Sanghajban született, édesapja ismert színpadi színész volt, szülei korán elváltak. 19 éves korában követte édesapját Hongkongba, ahol egy bútorboltban kezdett dolgozni, majd San Franciscóba utazott közgazdaságtant és üzletvezetést tanulni. Tandíja fizetéséhez gyerekekre vigyázott és időseket ápolt. 1986-ban tért vissza Hongkongba, ahol benevezett a Miss Asia szépségversenyre, amit meg is nyert.
Ezután kezdett el filmekben szerepelni, többek között Jackie Chan és Sammo Hung mellett. 1989-ben, a Dragon Fight című film forgatásán ismerkedett meg Jet Livel, de csak tíz évvel később házasodtak össze. Két kislányuk van, Jane (2000) és Jada (2002). 1992-ben visszavonult a filmezéstől és ingatlanirodát nyitott, ami 1996-ban tönkrement.
Jelenleg Szingapúrban él férjével és gyermekeivel.